# Nemoraea acutangularis
Nemoraea acutangularis là một loài ruồi trong họ Tachinidae.